# Colònia de Sant Corneli
Sant Corneli és una antiga colònia industrial minera, i actual nucli de població de 98 habitants (2016) al municipi de Cercs (Berguedà) inclosa en l'Inventari del Patrimoni Arquitectònic de Catalunya. La colònia minera de Sant Corneli es va construir a començaments del segle xx, un cop l'enginyer J.E. de Olano va aconseguir arrencar l'explotació minera de la conca de Fígols (havia adquirit l'explotació minera l'any 1895), i constituí l'empresa Carbones de Berga S.A. Entre els anys 1895 i 1911 es va construir bona part de la colònia minera, així com les veïnes de la Consolació i Sant Josep. Des de 1999 és la seu del Museu de les Mines de Cercs, pertanyent al MNacTec.

## Descripció
La Colònia és formada per edificis plurifamiliars de planta rectangular que disposen de 12, 14 o 18 habitatges, als quals s'hi accedeix mitjançant una escala exterior que comunica també amb les característiques comunes exteriors. Les parets són de pedra vista i els emmarcaments de portes i finestres de maó. Els habitatges consten de cuina menjador, tres habitacions (també dos), la comuna exterior i la carbonera (el carbó era gratuït). El conjunt dels habitatges, excepte el Carrer Santa Cecília (construït durant la dècada dels 50), són anteriors a 1911. D'aquest any és l'edifici de la cantina, economat i oficines. L'any 1950 hi havia 1106 habitants.
Els habitatges obrers, els serveis i les instal·lacions mineres davallen progressivament des dels 990 m d'altitud en què està situada la Colònia fins als 642 m de l'antiga estació del tren. Tot plegat forma part del conjunt Carbons de Berga conegut també en el nom de Fígols Les Mines. S'ha realitzat un projecte museològic: el Museu de les Mines de Cercs, del Museu de la Ciència i de la Tècnica de Catalunya. Les activitats de l'empres Carbons de Berga va acabar a la tardor de 1990 moment en què va cedir les instal·lacions a l'ajuntament de Cercs.
La colònia de Sant Corneli disposava de blocs de pisos pels treballadors, església, torre de l'amo, cementiri, camp de futbol, mina de carbó, plaça, escola, molí, safareig, cine, hospital (dispensari), etc. Les nenes anaven al convent de monges a aprendre a cosir i els nens anaven a l'escola amb el capellà a aprendre de lletra. Els homes treballaven a les mina, les dones solteres treballaven en fabriques tèxtils i les casades tenien fills i els cuidaven. Els nens començaven a treballar a la mina als 13 anys. Ells i les dones netejaven el carbó (separar la pedra calcària del carbó). A partir de la República van aconseguir cobrar diners en lloc de tiquets i també van aconseguir fer festa el diumenge. Aquests diumenges que tenien lliures, al matí anaven a missa i a la tarda jugaven tots al camp de futbol que disposava la Colònia de Sant Corneli. Les mines van tancar oficialment després de manifestacions el dia 31 de desembre de 1991. Molts dels miners que treballaven a la mina van passar a ser treballadors de les Olimpíades.